# بناش

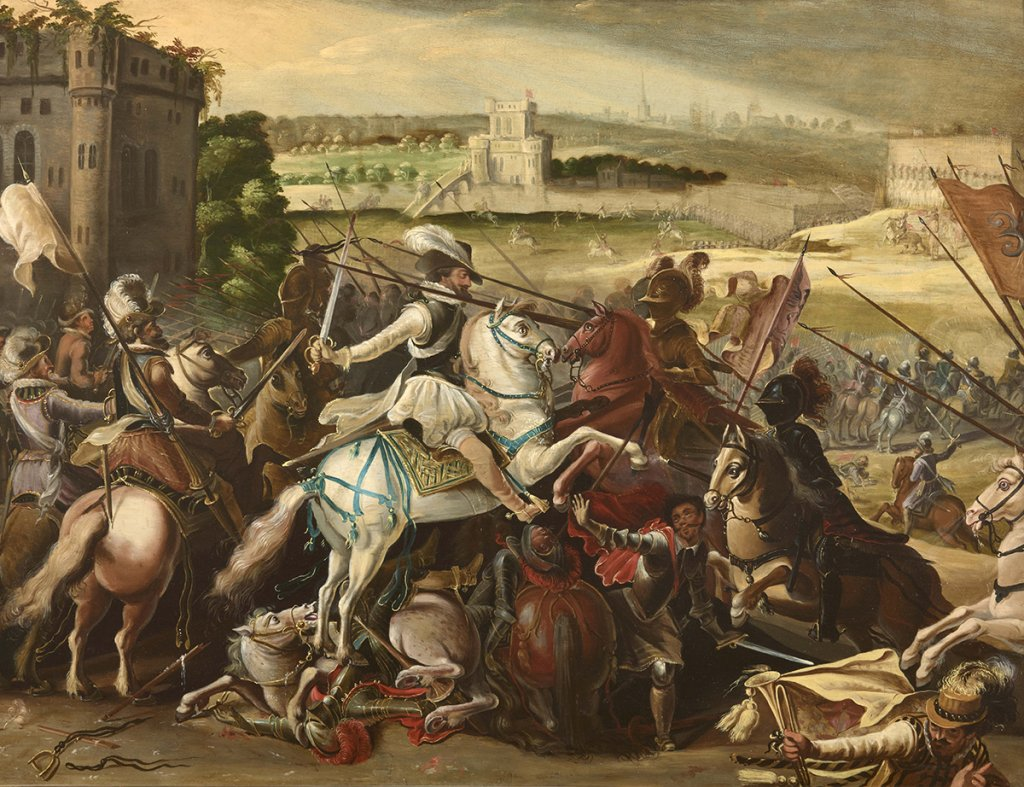
هنري الرابع ملك فرنسا في معركة، مرتدياً ريشة بيضاء.

البَناش هي كلمة ذات أصل فرنسي تحمل دلالة الأسلوب المتوهج والشجاعة المتهورة، وهي مشتقة من ريشة الخوذة التي كان يرتديها الفرسان في أوائل العصر الحديث.
الترجمة الحرفية هي ريشة، مثل التي توضع على القبعة أو الخوذة؛ المصدر هو الملك هنري الرابع ملك فرنسا، وهو قائد عسكري ساخر ومحب للمتعة، اشتهر بارتداء ريشة بيضاء ملفتة للنظر على خوذته وبصرخته الحربية: "اتبع ريشتي البيضاء! " (بالفرنسية: Ralliez-vous à mon panache blanc!).